# دانيال باترسون (ضابط)
دانيال باترسون (بالإنجليزية: Daniel Patterson)‏ هو ضابط أمريكي، ولد في 6 مارس 1786 في لونغ آيلند في الولايات المتحدة، وتوفي في 25 أغسطس 1839 في نيوجيرسي في الولايات المتحدة.